# Suhodol Zelinski
Suhodol Zelinski – wieś w Chorwacji, w żupanii zagrzebskiej, w mieście Sveti Ivan Zelina. W 2011 roku liczyła 99 mieszkańców.